# Nauclea pobeguinii
Nauclea pobeguinii là một loài thực vật có hoa trong họ Thiến thảo. Loài này được (Pobég. ex Pellegr.) Merr. ex E.M.A. Petit mô tả khoa học đầu tiên năm 1958.